# McDonnell Douglas YC-15
Le McDonnell Douglas YC-15 est un avion de transport tactique ADAC, répondant au programme AMST (Advance Medium STOL Transport). Ce programme est abandonné en 1979. Le YC-15 ou le YC-14 aurait dû remplacer les C-130. Son design est par la suite repris, amélioré et donne naissance au C-17.

## Origine
Au début des années 1971, l'USAF lance un nouveau cahier des charges pour un nouvel avion de transport. Neuf constructeurs répondent à l'appel d'offres AMST (Advance Medium STOL Transport- Avion de transport moyen ADAC) lancé par l'USAF en vue de remplacer la flotte des C-130 Hercules. 
En 1972, McDonnell Douglas, avec son YC-15, et Boeing, avec le YC-14, sont sélectionnés pour construire deux exemplaires de préséries chacun.

## Description
Le YC-15 est un monoplan à aile haute avec un empennage en T. Il fait son premier vol le 26 août 1975. Les deux exemplaires du YC-15 sont construits avec des envergures différentes, l'un dispose d'une envergure de 40,4 m et l'autre de 33,6 m. Les capacités ADAC de l'avion proviennent essentiellement de volets à doubles fentes qui occupent 75 % des bords de fuites de l'aile le tout étant soufflé par quatre réacteurs à double flux Pratt & Whitney JT8D-17. Le YC-15 pouvait décoller à partir d’une piste de 610 m avec une charge de 12 000 kg.
Le projet est abandonné en 1979 à la suite de réductions de budget.
Le 11 avril 1997, un des exemplaires du YC-15 est, après 15 années de stockage, remis en service en tant que démonstrateur technologique dans le cadre du programme ATD (Advanced Technology Demonstrator). Pour la première fois, une coopération entre l'USAF et un constructeur (McDonnell Douglas Military Transport Aircraft, division de Boeing) permet l'exploitation et test sans aucun coût pour l'USAF. L'intérêt est double :
- l'USAF ne prenant aucun risque financier dans le cadre de la 1re phase du programme devant donner naissance au C-17 Globemaster III ;
- McDonnell Douglas Military Transport Aircraft, se sert du YC-15, au lieu de financer un nouveau prototype d'avion de transport, en économisant du temps et de l'argent.

L'accord prévoit aussi que tous les frais de remise en service restent à la charge de Boeing, mais que les nouvelles technologies mises en place (tout en restant la propriété de l'USAF pour ses besoins) peuvent être vendues par Boeing.